# 瑞典三先令黃票
瑞典三先令黃票，或稱三先令錯體郵票（瑞典語：Gul tre skilling banco），是一張瑞典發行、面值為三先令的郵票，保有單張郵票的拍賣天價紀錄。